# Westpac
A Westpac Banking Corporation, vulgarmente conhecida como Westpac, é um banco australiano e um prestador de serviços financeiros com sede em Westpac Place, em Sydney. Foi estabelecido em 1817 como o Bank of New South Wales e em 4 de maio de 1982 fundiu-se com o Commercial Bank of Australia (fundado em 1866), tornando-se a Westpac Banking Corporation em outubro do mesmo ano. É um dos "quatro grandes" bancos da Austrália e é a primeira e mais antiga instituição bancária da Austrália. Seu nome é um portmanteau de "Western" e "Pacific".
Em março de 2018, a Westpac tinha 14 milhões de clientes e emprega quase 40.000 pessoas. De acordo com a página Sobre nós em seu site, "a visão da Westpac é ' ser uma das maiores empresas de serviços do mundo, ajudando clientes, comunidades e pessoas a prosperar e crescer ". Em 2017, a Westpac foi reconhecida como o banco mais sustentável do mundo no Dow Jones Sustainability Index; o quarto ano consecutivo.

## História

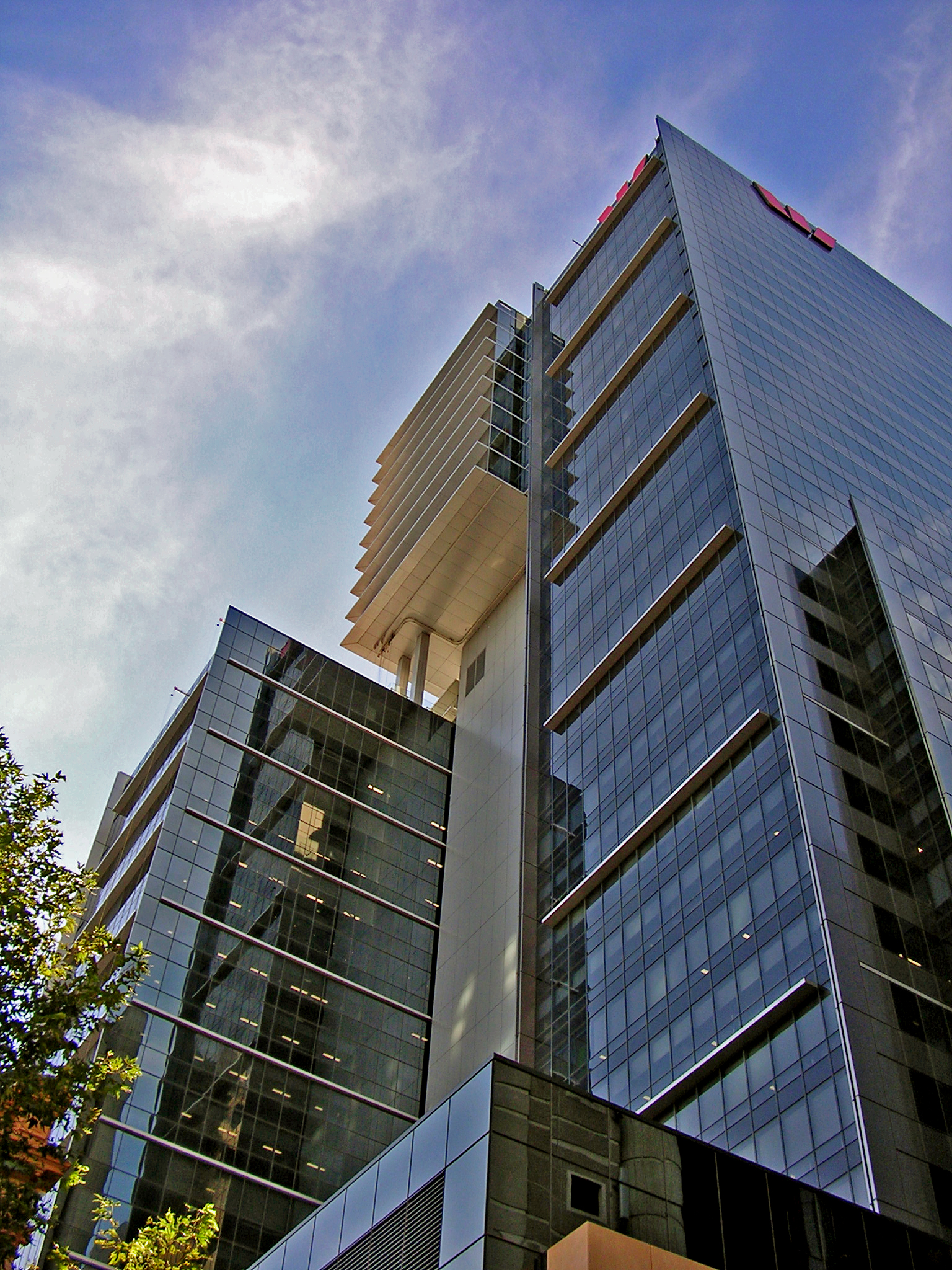
Westpac Place em Sydney

Estabelecido em Sydney em 1817, o Bank of New South Wales (BNSW) foi o primeiro banco na Austrália. Edward Smith Hall foi seu primeiro caixa e secretária. Durante o século XIX e início do século XX, o Banco abriu agências pela Austrália e Oceania: em Moreton Bay (Brisbane) em 1850; em Victoria em 1851; na Nova Zelândia em 1861; no sul da Austrália em 1877; na Austrália Ocidental em 1883; em Fiji em 1901; na Papua Nova Guiné em 1910; e na Tasmânia em 1910.[carece de fontes?]
- 1927: O Bank of New South Wales adquire o Western Australian Bank.
- 1931: adquiriu o Banco Australiano de Comércio, que tinha filiais em Nova Gales do Sul e Queensland.
- 1968: ingressa no consórcio Databank Systems Limited para fornecer serviços conjuntos de processamento de dados.
- 1970: tornou-se listado em 18 de julho de 1970.
- 1973: A BNSW tornou-se o patrocinador corporativo do serviço Rescue Helicopter, iniciado pela Surf Life Saving Australia. Hoje, o serviço é conhecido como Serviço de Helicóptero de Resgate Westpac Life Saver
- 1974: O Banco da Nova Zelândia (20%), BNSW (20%), Banco do Havaí (20%) e o governo de Tonga (40%) estabeleceram o Banco de Tonga como uma joint venture.
- 1975: A BNSW incorporou sua empresa local na Papua Nova Guiné como Banco de Nova Gales do Sul (PNG).
- 1977: A BNSW formou o Pacific Commercial Bank em Samoa como uma joint venture com o Bank of Hawaii, comprando a Pacific Savings and Loan Company (est. 1969), na qual o Bank of Hawaii tinha uma participação acionária desde 1971.

### Westpac é formado
- 1982: O BNSW fundiu-se com o Commercial Bank of Australia e mudou seu nome para Westpac Banking Corporation, com a missão de se tornar um banco significativo do Pacífico Ocidental do qual o Westpac é derivado. O nome da marca incorporou o "W", que tinha sido o logotipo do Bank of New South Wales (popularmente conhecido como "the Wales").
- 1984: O contrato original entre a BNSW e o governo nas Ilhas Gilbert e Ellice expirou e o WBC e o governo de Kiribati formaram o Bank of Kiribati como uma joint venture de 51% a 49%. O Banco de Kiribati também cumpriu as funções de reserva ou banco central.
- 1985: O WBC substituiu o Barclays Bank no Banco Nacional de Tuvalu (est. 1981) em Tuvalu (ex-Ellice Islands), assumindo 40% das ações, bem como um contrato de gestão de 10 anos.
- 1988: a empresa adquiriu a European Pacific Banking Corporation nas Ilhas Cook e uma subsidiária do HSBC, a Solomon Islands Banking Corporation, que o HSBC havia estabelecido como filial em 1973. O WBC também adquiriu as operações do HSBC em Fiji e nas Novas Hébridas e estabeleceu um agência em Niue, que é o único banco naquele país. (O HSBC havia estabelecido sua filial em Fiji apenas 18 meses antes).
- 1990: o Bank of New Zealand vendeu metade de suas ações no Bank of Tonga para o WBC e metade para o Bank of Hawaii, dando a cada uma delas 30%. O WBC comprou as operações do Banque Indosuez na Nova Caledônia e no Taiti. (O Banque de l'Indochine, que mais tarde se fundiu com o Banque Indosuez, havia se estabelecido na Nova Caledônia em 1888 e em Papeete, Tahiti em 1905. Nos dois lugares, l'Indochine funcionou como banco de emissão até 1966-7.)
- 1992: O WBC registrou uma perda de 1,6 bilhão de dólares, que na época era a maior perda para uma corporação australiana. No processo, a empresa chegou perto da insolvência e deixou de ser o maior para o terceiro maior banco da Austrália.
- 1995: O WBC vendeu suas ações no Banco Nacional de Tuvalu ao governo daquele país, que agora é o dono do banco.
- 1995: O WBC adquiriu o Challenge Bank no oeste da Austrália.
- 1996: A WBC Holdings NZ comprou o Trust Bank, uma cadeia de bancos regionais de propriedade da Community Trusts, por 1,2 bilhão de NZD para formar o maior banco da Nova Zelândia, o WestpacTrust. O banco prometeu manter o financiamento do Community Trusts fluindo e manter o "Trust" em seu nome. No entanto, o financiamento do Community Trust diminuiu bastante e, em 2002, o banco lançou uma nova marca, que incluiu a retirada do "Trust" de seu nome. A fusão do WBC e do Trustbank também viu o fechamento de muitas agências na Nova Zelândia. Nas cidades onde existiam o WBC e o Trustbank, o banco fundiu agências redundantes em uma única agência; também fechou muitas filiais em áreas rurais e subúrbios.
- 1996: O WBC vendeu o Challenge Bank ao Banco de Melbourne.
- 1997: adquiriu o Bank of Melbourne em Victoria, pagando um preço estimado em mais de US $ 1,4 bilhão. O WBC manteve os direitos sobre o nome e os logotipos do Bank of Melbourne, mas em 2004 rebatizou as agências como Westpac. Em 2011, a Westpac relançou a marca.[7]
- 1998: vendeu suas operações na Nova Caledônia e no Taiti à Société Générale, que as fundiu com a Société Générale Calédonienne de Banque (est. 1971) e Banque de Polynésie (est. 1973), respectivamente.
- 2001: O governo de Kiribati procurou reduzir a participação da Westpac no Bank of Kiribati de 51 para 49%, levando o WBC a vender suas ações de volta ao governo. O Bank of Hawaii vendeu sua participação no Pacific Commercial Bank (42,7%) para a Westpac, que detinha uma parcela igual. O WBC ofereceu aos investidores samoanos, que detinham as ações restantes, o mesmo preço que pagara ao Banco do Havaí. O WBC agora possui 93,5% das empresas do Westpac Bank Samoa e Samoan e os indivíduos possuem 6,5%. Em Tonga, o Bank of Hawaii vendeu suas ações no Bank of Tonga para a Westpac, dando à WBC 60% da propriedade do que hoje é Westpac Bank of Tonga.
- 2002: O WBC adquiriu o BT Financial Group e o Rothschild Australia Asset Management.
- 2004: O Reserve Bank da Nova Zelândia exigiu que o WBC incorporasse sua rede de agências na Nova Zelândia. O WBC vendeu sua filial em Niue ao Bank of South Pacific.
- 2008: O ex-CEO do St George Bank, Gail Kelly, nomeou diretor executivo e diretor administrativo.
- 2008: O WBC anunciou que pretendia se unir ao 5º maior banco australiano, o St George Bank, por A $ 19 bilhões.[8] Os detentores de cerca de 95% das ações da St George votaram a favor da fusão.
- 2008: Em 17 de novembro, o Tribunal Federal da Austrália aprovou a fusão da Westpac e St George.
- 2011: Em julho, as agências de St George, no estado de Victoria, foram rebatizadas como agências do Bank of Melbourne.
- No início de fevereiro de 2012, a Westpac anunciou planos para abandonar mais de 400 empregos domésticos e outros 150 empregos no exterior. Essa ação foi uma resposta ao crescimento muito mais lento nos últimos anos e ao desejo de racionalizar após a fusão da Westpac em 2008 com o St. George Bank.[9]
- 2017: O WBC comemorou seu 200º aniversário.

## Principais atividades de negócios
A estrutura envolve cinco divisões principais, incluindo: Banco do Consumidor, Banco Comercial e de Negócios, BT Financial Group, Banco Institucional Westpac e Westpac Nova Zelândia. Essas cinco divisões atendem a mais de 13 milhões de clientes.

### Banco do Consumidor
O Consumer Bank é responsável pelas vendas e serviços de seus 9 milhões de clientes consumidores na Austrália, ajudando-os com suas necessidades bancárias diárias. A divisão abrange todos os produtos e serviços bancários de consumo das marcas Westpac, St George, BankSA, Bank of Melbourne e RAMS.
As atividades são conduzidas por meio da rede nacional de 1.429 agências, distribuidores de terceiros, centrais de atendimento, 3.850 caixas eletrônicos, terminais EFTPOS e serviços bancários na Internet.

### Banco de Negócios
O Business Bank é responsável pelas vendas e serviços de seus clientes de pequenas e médias empresas, comerciais e agronegócios na Austrália, bem como pelo financiamento de ativos e equipamentos e opera sob as marcas Westpac, St George Bank, BankSA e Bank of Melbourne.
Os clientes corporativos e empresariais (empresas com instalações tipicamente de até US$ 150 milhões) recebem uma ampla gama de produtos e serviços bancários e financeiros, incluindo consultoria especializada em finanças de fluxo de caixa, finanças comerciais, finanças automotivas e de equipamentos, finanças de propriedades, transações bancárias e serviços de tesouraria. As atividades de vendas e serviços para clientes comerciais e corporativos são conduzidas por gerentes de relacionamento por meio de centros bancários comerciais, canais de internet e de atendimento ao cliente.

### BT
BT é a marca de gerenciamento de patrimônio do Westpac Group.
As operações de gestão de fundos incluem a fabricação e distribuição de investimentos, produtos de aposentadoria e plataformas de investimento, incluindo Panorama, BT Wrap e Asgard. As soluções de seguros abrangem a fabricação e distribuição de seguros de vida, gerais e hipotecários.

### Westpac Institutional Bank
O Westpac Institutional Bank (WIB) fornece uma ampla gama de serviços financeiros a clientes comerciais, corporativos, institucionais e governamentais.
O WIB opera por meio de equipes dedicadas de relacionamento com o setor e de produtos especializados, com conhecimento especializado[carece de fontes?]em bancos de transações, mercados financeiros e de capitais de dívida, capital especializado, empréstimo de margem, corretagem e soluções alternativas de investimento.
Os clientes são suportados por meio de operações nos centros da Austrália, Nova Zelândia, EUA, Reino Unido e Ásia.

### Westpac Nova Zelândia

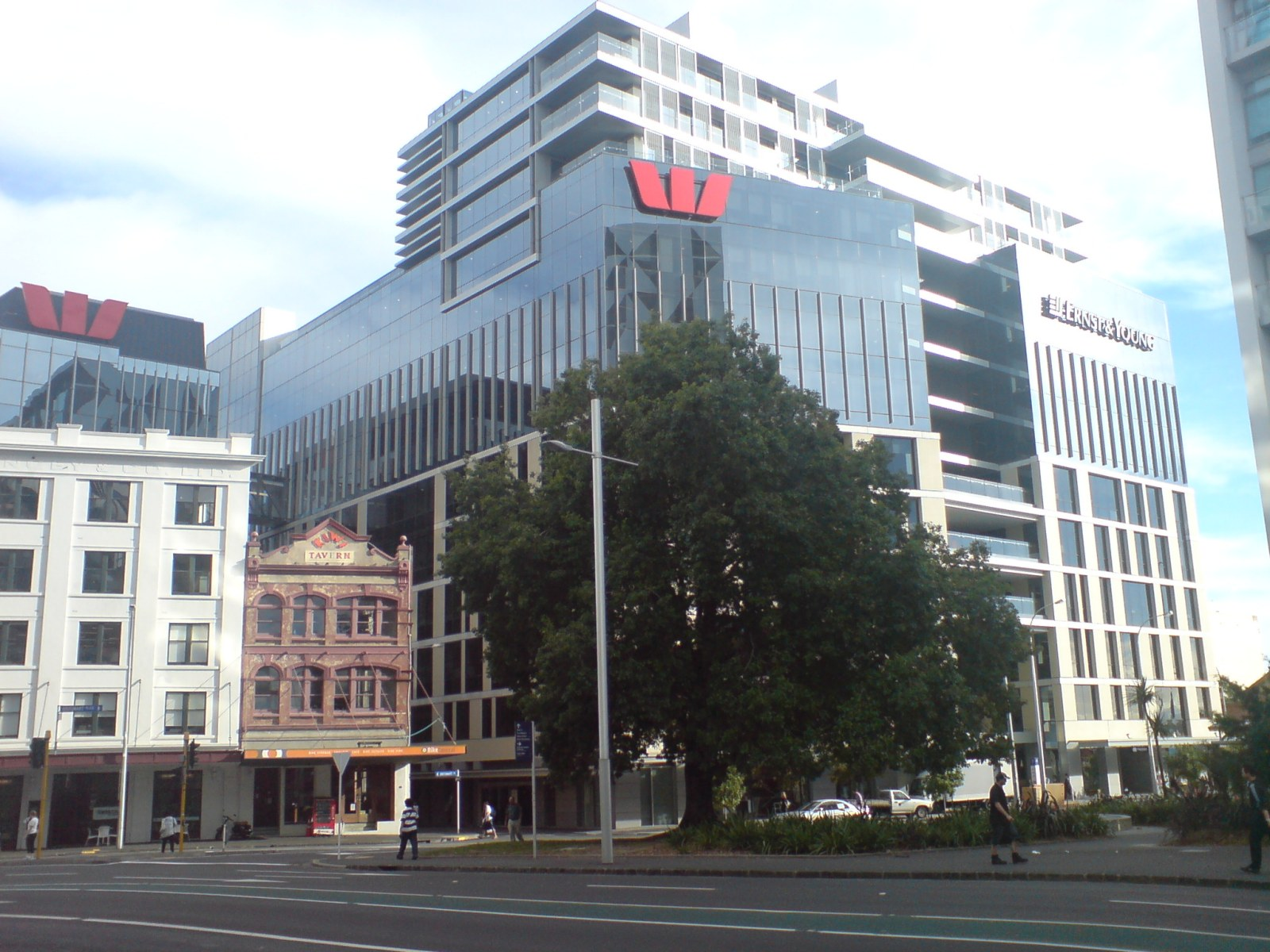
A sede da Westpac Nova Zelândia em Auckland

Em 1861, o Bank of New South Wales abriu sete filiais na Nova Zelândia. Atualmente, a Westpac NZ oferece um serviço completo com cerca de 1,5 milhão de clientes, 3.000 acionistas e 197 filiais em todo o país. É o fornecedor dominante de serviços bancários para pequenas e médias empresas, organizações corporativas e institucionais, e é o banqueiro do governo da Nova Zelândia. Atualmente, é o segundo maior banco da Nova Zelândia, após a fusão da ANZ e do Banco Nacional da Nova Zelândia.
Em 29 de setembro de 2006, a Comissão de Comércio da Nova Zelândia multou a Westpac NZ$ 5,1 milhões por taxas ocultas de transações no exterior, sendo a maior parte da multa o reembolso aos clientes afetados, na ordem de 12% das taxas realmente cobradas. Todos os outros bancos que operam na Nova Zelândia já haviam sido multados ou estavam aguardando um processo judicial.
Em outubro de 2009, a Westpac NZ foi obrigada a pagar NZ$ 961 milhões ao Departamento da Receita Federal (Nova Zelândia) em impostos evitados.
Em 22 de julho de 2014, a empresa anunciou que pilotaria uma tecnologia de pagamentos móveis de emulação de cartão host (HCE) para os clientes. Foi o primeiro banco da Nova Zelândia a lançar ativamente pagamentos móveis de HCE no mercado e um dos poucos bancos do mundo a usar a inovadora tecnologia 'carteira digital'. O teste de três meses, usando a tecnologia Carta Worldwide HCE, permitiu que os clientes armazenassem e acessassem com segurança informações de cartão de crédito e débito em um ambiente remoto e hospedado em 'nuvem', permitindo que os clientes usassem seus smartphones Android como carteiras digitais. Logo depois, em agosto de 2014, o Westpac NZ anunciou que lançaria o primeiro aplicativo bancário aumentado do mundo, que adiciona camadas de funcionalidade à carteira digital, permitindo que os usuários verifiquem saldos de contas, visualizem comportamentos anteriores de gastos, paguem contas e localize sua agência ou caixa eletrônico Westpac NZ mais próximo. O aplicativo também pode ser visualizado em formato 3D pelos dispositivos suportados.

#### Direitos de nome
- Estádio Westpac em Wellington
- Prêmio Westpac Halberg

### ATM Alliance
Westpac é um membro da ATM Global Alliance, uma joint venture de vários grandes bancos internacionais que permite aos clientes dos bancos para usar seu ATM cartão ou cartão de cheque em outro banco dentro da ATM Aliança Global sem taxas em viagens internacionais. Outros bancos participantes são Allied Irish Banks (Irlanda), Barclays (no Reino Unido, Espanha e partes da África), Bank of America (EUA), BNP Paribas (França), Ukrsibbank (Ucrânia), Deutsche Bank (na Alemanha, Espanha, Itália, Polônia) e Scotiabank (no Canadá, Chile, México entre muitos outros países).

### Westpac Migrant Banking
Essa unidade do Banco da Austrália e da Nova Zelândia oferece facilidades bancárias para aqueles que migram para a Nova Zelândia ou a Austrália. Contas bancárias para migrantes podem ser abertas antes que as pessoas cheguem ao país, e cartões de crédito e hipotecas podem ser aprovados antes da chegada. O Westpac Migrant Banking possui um escritório de representação em Londres, onde as contas podem ser organizadas, embora o processo possa ser feito remotamente em qualquer país. Westpac planejava abrir uma filial de varejo em Londres em 2011.

### Westpac Pacific

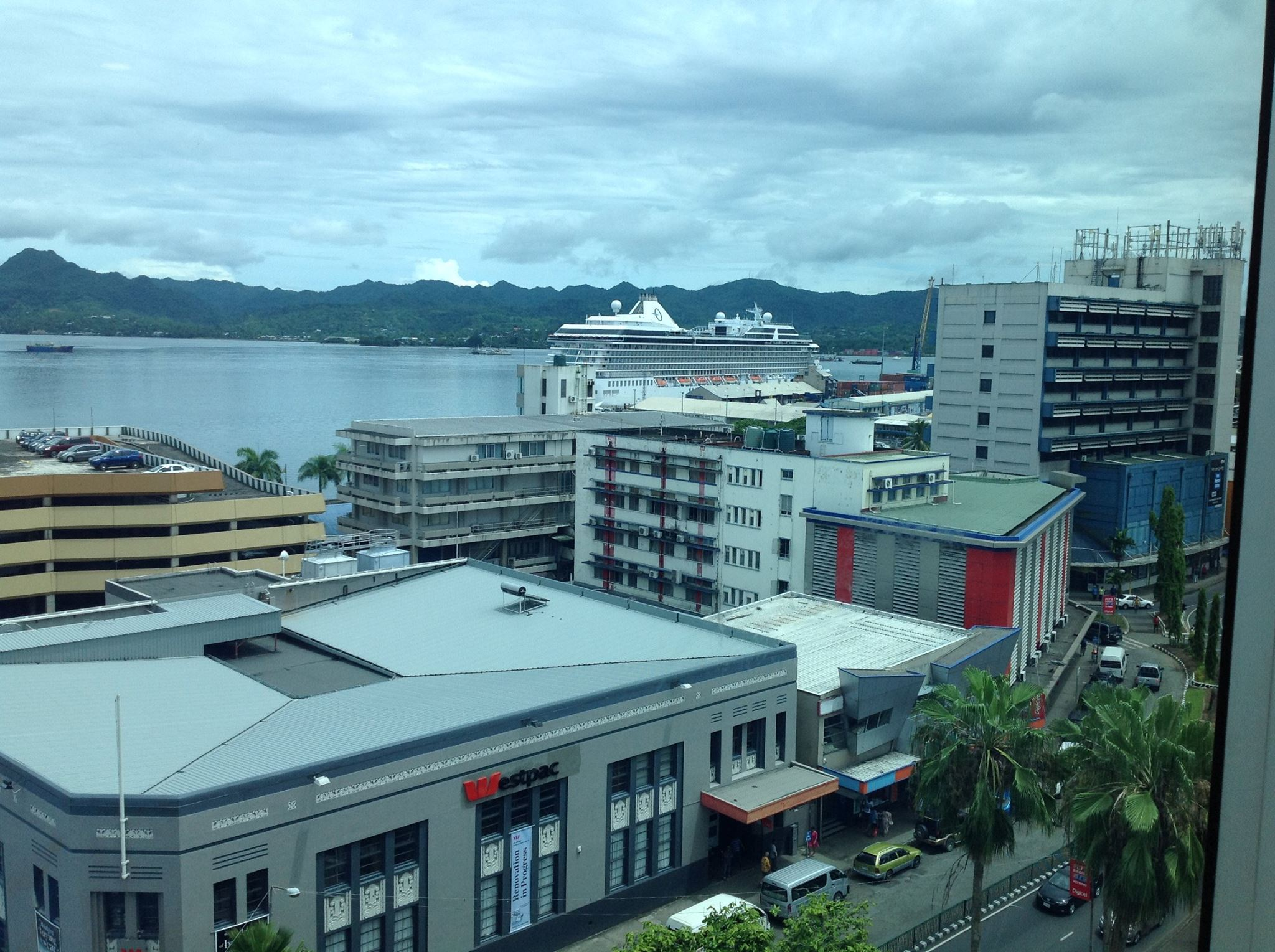
Filial Westpac em Suva, Fiji

Westpac opera em sete nações do Pacífico Sul; a unidade está sediada em Sydney. Os serviços financeiros oferecidos incluem serviços bancários eletrônicos (via banco on-line, caixas eletrônicos e EFTPOS), contas de depósito, empréstimo, transações e instalações de comércio internacional para clientes pessoais e empresariais. Westpac Fiji é a operação fijiana de Westpac. É um dos maiores bancos do país e possui uma participação de mercado de 40%.

### Aliança Bancária para Mulheres
O Westpac Pacific Banking é membro da Aliança Bancária Global para Mulheres, apoiando iniciativas no Pacífico para ajudar as mulheres a prosperar e crescer.

### Reinventure
A Westpac comprometeu US$ 150 milhões com o grupo de capital de risco Reinventure com o objetivo de aumentar o impacto da tecnologia nos mercados financeiros. A empresa apoiada pelo Westpac investiu em empresas iniciantes como BrickX, OpenAgent e CodeLingo. A Reinventure é obrigada a investir independentemente do Westpac, ao contrário das estratégias de capital de risco lideradas por outros bancos australianos.

## Controvérsia

### Manipulação de taxas de juros de referência
Em 2016, o Westpac foi mencionado em uma ação da Comissão Australiana de Valores Mobiliários e Investimentos por manipulação das taxas de juros de referência australianas.

### Empréstimos do Federal Reserve dos EUA
Em 2009, uma entidade pertencente ao Westpac garantiu US$ 1,09 bilhão do Federal Reserve dos EUA. Os comentários sugerem que este foi um movimento incomum para o banco, dada a sua posição relativamente menor na América do Norte. Os empréstimos da Westpac ocorreram no auge da crise financeira global e fizeram parte de um movimento do Federal Reserve para estabilizar os mercados financeiros globalmente. A atenção pública e governamental dos empréstimos seguiu a divulgação das informações pelo Federal Reserve em 2011, e não pelo Westpac.

### Financiamento da mineração de carvão na Nova Zelândia
O Westpac foi criticado por organizações de mudança climática na Nova Zelândia por seu papel no financiamento da empresa de mineração Bathurst, que obteve consentimento em recursos para minerar carvão no platô de Denniston, na costa oeste da ilha sul. Os opositores alegaram que a mina liberará até 218 milhões de toneladas de dióxido de carbono, que piorará os efeitos das mudanças climáticas antropogênicas, além de danificar significativamente um importante ecossistema. O Westpac ignorou amplamente essas alegações, apesar de mais de cem clientes deixarem a empresa devido a esse problema.

## Responsabilidade corporativa
Em 2002, o Westpac divulgou um relatório de impacto social que descrevia o plano do banco de atender aos padrões internacionais na área de responsabilidade social corporativa. Isso levou à avaliação de Westpac como líder global de sustentabilidade para o setor bancário no Índice Dow Jones de Sustentabilidade de 2004 a 2007.
Westpac foi criticado por apoiar operações de extração de madeira nas Ilhas Salomão que destroem florestas tropicais virgens. Por esse motivo, os Verdes Australianos pediram a retirada do Banksia Awards de Westpac.